# Chronologie der Mondmissionen
Die Chronologie der Mondmissionen ist eine nach Datum geordnete Liste aller Raumsonden, Satelliten und bemannten Missionen, die mit dem Ziel gestartet wurden, den Mond zu erreichen. Dabei werden auch die Missionen genannt, die ihr Ziel wegen Fehlfunktionen oder anderer Gründe nicht erreicht haben (Fehlstarts, misslungene Bahnmanöver, Vorbeiflüge). Reine Fehlstarts sind eingeklammert.
Einige von der Sowjetunion gestartete und fehlgeschlagene Mondmissionen wurden (im Falle des Erreichens der Erdumlaufbahn) als Satelliten bezeichnet und bekamen Decknamen aus der Sputnik- oder Kosmos-Serie. Die Sonden, die nicht einmal die Erdumlaufbahn erreichten, erhielten von der UdSSR keine offizielle Bezeichnung. Sie tragen daher Bezeichnungen, die von internationalen Experten nach der Startsequenz vergeben werden, wie Luna 1964A.
Bemannte Missionen sind fett dargestellt. Der Grad der Erfolge und der Status ist in den folgenden Farben markiert:
| Misserfolg | Teilerfolg, abgeschlossen | erfolgreich abgeschlossen | Teilerfolg, laufend | planmäßig laufend |

| Inhaltsverzeichnis: 1950er • 1960er • 1970er • 1990er • 2000er • 2010er • 2020er • geplant |

| Nr. | Mission                            | Bild                                                            | Startzeitpunkt (UTC)      | Betreiber                                           | Missionsverlauf |
| --- | ---------------------------------- | --------------------------------------------------------------- | ------------------------- | --------------------------------------------------- | --- |
| |                                    |                                                                 |                           |                                                     | |
| 1950er: 58 – 59                                                                                            |                                    |                                                                 |                           |                                                     | |
| 001. | (Pioneer 0)                        | Pioneer-0-1-2                                                   | 17. Aug. 1958 12:18       | USAF (USA)                                          | Geplant war Vorbeiflug am Mond. Explosion der Thor-Able-Trägerrakete 77 Sekunden nach dem Start. |
| 002. | (Luna 1958A) (E-1 Nr. 1)           |                                                                 | 23. Sep. 1958 07:03:23    | Sowjetunion                                         | Geplant war harter Aufschlag auf dem Mond. Explosion der Luna-Trägerrakete 93 Sekunden nach dem Start. |
| 003. | (Pioneer 1)                        | Pioneer-0-1-2                                                   | 11. Okt. 1958 08:42       | NASA (USA)                                          | Geplant war Vorbeiflug am Mond. Erreichte wegen vorzeitiger Abschaltung der zweiten Stufe der Thor-Able nur eine Entfernung von 113.854 km (30 % der Entfernung Erde-Mond) und verglühte nach 43 Stunden Flugdauer in der Erdatmosphäre. |
| 004. | (Luna 1958B) (E-1 Nr. 2)           |                                                                 | 11. Okt. 1958 21:41:58    | Sowjetunion                                         | Geplant war harter Aufschlag auf dem Mond. Explosion der Luna-Trägerrakete 104 Sekunden nach dem Start. |
| 005. | (Pioneer 2)                        | Pioneer-0-1-2                                                   | 8. Nov. 1958 07:31        | NASA (USA)                                          | Geplant war Vorbeiflug am Mond. Erreichte wegen Versagens der dritten Stufe der Thor-Able-Trägerrakete nur eine Höhe von 1500 km und verglühte beim Wiedereintritt in der Erdatmosphäre. |
| 006. | (Luna 1958C) (E-1 Nr. 3)           |                                                                 | 4. Dez. 1958 18:18        | Sowjetunion                                         | Geplant war harter Aufschlag auf dem Mond. Versagen der Triebwerke der Zentralstufe der Luna-Trägerrakete 245 Sekunden nach dem Start. |
| 007. | (Pioneer 3)                        | Pioneer-3-4                                                     | 6. Dez. 1958 05:45        | NASA (USA)                                          | Geplant war Vorbeiflug am Mond. Erreichte wegen vorzeitigen Abschaltens der ersten Stufe der Juno-II-Trägerrakete nur eine Gipfelhöhe von 102.230 km (27 % der Entfernung Erde-Mond) und verglühte nach 38 Stunden Flugdauer in der Erdatmosphäre. |
| |                                    |                                                                 |                           |                                                     | |
| 008. | Luna 1 (E-1 Nr. 4)                 | Lunik 1                                                         | 2. Jan. 1959 16:41:21     | Sowjetunion                                         | Erster Teilerfolg einer Raumsonde. Geplant war harter Aufschlag auf dem Mond. Wegen kleiner Steuerungsfehler flog die Mondsonde am 4. Januar 1959 etwa 6000 km am Erdtrabanten vorbei und schwenkte daraufhin in einen Sonnenorbit ein. Lieferte nützliche Strahlungsmesswerte zur Analyse der irdischen Strahlungsgürtel (ein Jahr zuvor von Explorer 1 entdeckt) und bestätigte die Existenz des Sonnenwindes.                                                                            |
| 009. | Pioneer 4                          | Pioneer-3-4                                                     | 4. März 1959 05:11        | NASA (USA)                                          | Geplanter Vorbeiflug am Mond, der in etwa 60.000 km Abstand erfolgte. |
| 010. | Luna 1959A (E-1A Nr. 1)            |                                                                 | 18. Juni 1959 08:08       | Sowjetunion                                         | Geplant war harter Aufschlag auf dem Mond. Versagen des Steuerungssystems der Luna-Trägerrakete 153 Sekunden nach dem Start. |
| 011. | Luna 2 (E-1A Nr. 2)                |                                                                 | 12. Sep. 1959 06:39:42    | Sowjetunion                                         | Harte Landung auf dem Mond am 13. September 1959. Erster künstlicher Flugkörper, der gezielt auf der Mondoberfläche aufschlug. |
| 012. | Pioneer P-1 (Pioneer A)            | Pioneer P                                                       | 24. Sep. 1959             | NASA (USA)                                          | War geplant als Mondorbiter. Explodierte mit einer Atlas-Able-Rakete bei statischen Triebwerkstests vor dem Start. Diese Sonde wird oft unter Mondmissionen nicht aufgeführt, da kein tatsächlicher Start erfolgte. |
| 013. | Luna 3 (E-2A Nr. 1)                |                                                                 | 4. Okt. 1959 00:43:40     | Sowjetunion                                         | Geplanter zirkumlunarer Vorbeiflug erfolgte am 6. Oktober 1959 in einer Entfernung von 6200 km. Lieferte insgesamt 29 Aufnahmen, darunter erste Aufnahmen von der Rückseite des Mondes. Verglühte im April 1960 in der Erdatmosphäre. |
| 014. | Pioneer P-3 (Pioneer B)            | Pioneer P                                                       | 26. Nov. 1959 07:26       | NASA (USA)                                          | War geplant als Mondorbiter. Zerstört durch das Versagen der Nutzlastverkleidung der Atlas-Able-Rakete 45 Sekunden nach dem Start. |
| |                                    |                                                                 |                           |                                                     | |
| 1960er: 60 – 61 – 62 – 63 – 64 – 65 – 66 – 67 – 68 – 69                                                    |                                    |                                                                 |                           |                                                     | |
| 015. | Luna 1960A (E-3 Nr. 1)             |                                                                 | 15. April 1960 15:06:44   | Sowjetunion                                         | Geplant war Vorbeiflug am Mond. Erreichte aufgrund eines vorzeitigen Abschaltens der dritten Stufe der Luna-Trägerrakete nur eine Entfernung von circa 200.000 km und verglühte anschließend in der Erdatmosphäre. |
| 016. | Luna 1960B (E-3 Nr. 2)             |                                                                 | 16. April 1960 16:07:43   | Sowjetunion                                         | Geplant war Vorbeiflug am Mond. Auseinanderbrechen der Luna-Trägerrakete kurz nach dem Start aufgrund einer Fehlfunktion in einem der Booster. |
| 017. | Pioneer P-30 (Pioneer C)           | Pioneer P                                                       | 25. Sep. 1960 15:13       | NASA (USA)                                          | War geplant als Mondorbiter. Erreichte wegen Versagens der zweiten Stufe der Atlas-Able-Trägerrakete nicht die Erdumlaufbahn. |
| 018. | Pioneer P-31 (Pioneer D)           | Pioneer P                                                       | 15. Dez. 1960 08:40       | NASA (USA)                                          | War geplant als Mondorbiter. Atlas-Able-Trägerrakete explodierte kurz nach dem Start. |
| |                                    |                                                                 |                           |                                                     | |
| 019. | Ranger 1                           | Ranger 1                                                        | 23. Aug. 1961             | NASA (USA)                                          | War geplant für Ingenieurtests und Eindringen in mondnahen Raum; keine reine Mondmission. Konnte aufgrund einer Fehlfunktion in der Oberstufe der Atlas-Agena-B-Trägerrakete den niedrigen Erdorbit nicht verlassen und verglühte wenige Tage später in der Erdatmosphäre. |
| 020. | Ranger 2                           | Ranger 2                                                        | 18. Nov. 1961             | NASA (USA)                                          | War geplant für Ingenieurtests und Eindringen in mondnahen Raum; keine reine Mondmission. Konnte aufgrund einer Fehlfunktion in der Oberstufe der Atlas-Agena-B-Trägerrakete den niedrigen Erdorbit nicht verlassen und verglühte wenige Tage später in der Erdatmosphäre (ähnlich wie Ranger 1). |
| |                                    |                                                                 |                           |                                                     | |
| 021. | Ranger 3                           | Ranger 3-4-5                                                    | 26. Jan. 1962             | NASA (USA)                                          | Geplant war harter Aufschlag und Landung einer Kapsel auf dem Mond. Die Sonde flog aufgrund zu hoher Geschwindigkeit in 36.000 km Abstand am Mond vorbei in eine Sonnenumlaufbahn. Die Sonde übermittelte keine Bilder. |
| 022. | Ranger 4                           | Ranger 3-4-5                                                    | 23. April 1962            | NASA (USA)                                          | Geplanter harter Aufschlag und Landung einer Kapsel auf dem Mond. Der Kontakt zur Sonde brach noch am Starttag ab. Die Sonde schlug am 26. April 1962 stumm auf dem Mond auf. Ranger 4 war trotz des Fehlschlags das erste US-Raumfahrzeug, das die Mondoberfläche erreichte. |
| 023. | Ranger 5                           | Ranger 3-4-5                                                    | 18. Okt. 1962             | NASA (USA)                                          | Geplant war harter Aufschlag und Landung einer Kapsel auf dem Mond. Auch hier gab es noch am Starttag einen Kommunikationsabbruch. Die Sonde flog in rund 700 km Entfernung am Mond vorbei und geriet dann in eine Sonnenumlaufbahn. |
| |                                    |                                                                 |                           |                                                     | |
| 024. | Sputnik 25 (E-6 Nr. 1)             |                                                                 | 4. Jan. 1963              | Sowjetunion                                         | Geplant war weiche Landung auf dem Mond. Erreichte aufgrund des Versagens der vierten Stufe der Molnija-Trägerrakete nur die Erdumlaufbahn. |
| 025. | Luna 1963A (E-6 Nr. 2)             |                                                                 | 3. Feb. 1963              | Sowjetunion                                         | Geplant war weiche Landung auf dem Mond. Erreichte aufgrund des Versagens der Molnija-Trägerrakete nicht die Erdumlaufbahn. |
| 026. | Luna 4 (E-6 Nr. 3)                 |                                                                 | 2. April 1963 08:04       | Sowjetunion                                         | Geplant war weiche Landung auf dem Mond. Durch einen Fehler in der Navigation Vorbeiflug am Mond in einer Entfernung von 8.336,2 km. |
| |                                    |                                                                 |                           |                                                     | |
| 027. | Ranger 6                           | Ranger 6-7-8-9                                                  | 30. Jan. 1964             | NASA (USA)                                          | Geplanter harter Aufschlag auf dem Mond am 2. Februar 1964. Vorgesehen waren auch Nahaufnahmen der Mondoberfläche, die Kameras ließen sich aber unmittelbar vor dem Aufschlag nicht aktivieren. |
| 028. | Luna 1964A (E-6 Nr. 4)             |                                                                 | 21. März 1964             | Sowjetunion                                         | Geplant war weiche Landung auf dem Mond. Erreichte aufgrund des Versagens der Molnija-Trägerrakete nicht die Erdumlaufbahn. |
| 029. | Luna 1964B (E-6 Nr. 5)             |                                                                 | 20. April 1964            | Sowjetunion                                         | Geplant war weiche Landung auf dem Mond. Erreichte aufgrund des Versagens der Molnija-Trägerrakete nicht die Erdumlaufbahn. |
| 030. | Ranger 7                           | Ranger 6-7-8-9                                                  | 28. Juli 1964             | NASA (USA)                                          | Geplanter harter Aufschlag auf dem Mond am 31. Juli 1964 und übermittelte unmittelbar davor 4300 Nahaufnahmen der Mondoberfläche. |
| |                                    |                                                                 |                           |                                                     | |
| 031. | Ranger 8                           | Ranger 6-7-8-9                                                  | 17. Feb. 1965             | NASA (USA)                                          | Geplanter harter Aufschlag auf dem Mond am 20. Februar 1965 und vorher Nahaufnahmen der Mondoberfläche. Übermittelte 7300 Bilder. |
| 032. | Kosmos 60 (E-6 Nr. 6)              |                                                                 | 12. März 1965             | Sowjetunion                                         | Geplant war weiche Landung auf dem Mond. Erreichte aufgrund des Versagens der vierten Stufe der Molnija-Trägerrakete nur die Erdumlaufbahn. |
| 033. | Ranger 9                           | Ranger 6-7-8-9                                                  | 21. März 1965             | NASA (USA)                                          | Geplanter harter Aufschlag auf dem Mond am 24. März 1965 und Nahaufnahmen der Mondoberfläche. Übermittelte 5800 Bilder, die auch live im US-Fernsehen gezeigt wurden. |
| 034. | Luna 1965A (E-6 Nr. 7)             |                                                                 | 10. April 1965            | Sowjetunion                                         | Geplant war weiche Landung auf dem Mond. Erreichte aufgrund des Versagens der dritten Stufe der Molnija-Trägerrakete nicht die Erdumlaufbahn. |
| 035. | (Luna 5) (E-6 Nr. 8)               |                                                                 | 9. Mai 1965 07:55         | Sowjetunion                                         | Geplant war weiche Landung auf dem Mond. Stürzte, nachdem die Bodenstation die Kontrolle über das Haupttriebwerk verloren hatte, am 12. Mai auf dem Mond ab. Ursache war eine unkontrollierbare Rotation der Sonde. |
| 036. | Luna 6 (E-6 Nr. 9)                 |                                                                 | 6. Juni 1965 07:41        | Sowjetunion                                         | Geplant war weiche Landung auf dem Mond. Verfehlte den Mond, als eine Kurskorrektur in die falsche Richtung erfolgte, in 159.218 km Entfernung. |
| 037. | Zond 3                             |                                                                 | 18. Juli 1965             | Sowjetunion                                         | Ursprünglich für den Mars geplant, aber wegen Startverzögerungen und dem Schließen des Mars-Startfensters zum Mond geschickt. Erprobte beim Vorbeiflug am Mond (in 9200 km Entfernung) ein Kamerasystem und andere Experimente und lieferte Daten bis zur Entfernung von 30 Millionen Kilometer. |
| 038. | Luna 7 (E-6 Nr. 10)                |                                                                 | 4. Okt. 1965              | Sowjetunion                                         | Geplant war weiche Landung auf dem Mond. Das Lagekontrollsystem fiel vor der Landung aus, so dass die Zündung des Bremstriebwerks ausblieb; anschließend stürzte die Sonde auf dem Mond ab. |
| 039. | Luna 8 (E-6 Nr. 11)                |                                                                 | 3. Dez. 1965              | Sowjetunion                                         | Geplant war weiche Landung auf dem Mond. Geriet neun Sekunden nach dem Zünden des Bremstriebwerks in Rotation und schlug hart auf dem Mond auf. |
| |                                    |                                                                 |                           |                                                     | |
| 040. | Luna 9 (E-6 Nr. 12)                |                                                                 | 31. Jan. 1966             | Sowjetunion                                         | Erste weiche Landung auf dem Mond in der Geschichte der Raumfahrt. Die Sonde maß die Strahlung an der Mondoberfläche und sandte Panoramen der Mondoberfläche zur Erde. Der Lander arbeitete, bis die Batterien am 6. Februar 1966 erschöpft waren. |
| 041. | (Kosmos 111) (E-6S Nr. 1)          |                                                                 | 1. März 1966              | Sowjetunion                                         | War geplant als Mondorbiter. Erreichte aufgrund des Versagens der vierten Stufe der Molnija-Trägerrakete nur die Erdumlaufbahn. |
| 042. | Luna 10 (E-6S Nr. 2)               |                                                                 | 31. März 1966             | Sowjetunion                                         | Schwenkte am 3. April 1966 als erste Raumsonde in einen Mondorbit ein. Das Kamerasystem an Bord der Sonde ließ sich nicht in Betrieb nehmen, jedoch konnten andere Experimente erfolgreich durchgeführt werden. |
| 043. | Surveyor 1                         | Surveyor-Prototyp                                               | 30. Mai 1966              | NASA (USA)                                          | Weiche Landung auf dem Mond am 2. Juni 1966. Arbeitete bis zum 14. Juli 1966 insgesamt rund sechs Wochen auf der Mondoberfläche und übertrug 11.200 Bilder. Erste weiche Mondlandung einer US-amerikanischen Sonde. |
| 044. | Explorer 33 (IMP-D)                | Explorer 33 (IMP-D)                                             | 1. Juli 1966              | NASA (USA)                                          | Geplant als Orbiter zur Erforschung des Magnetfeldes in der Mondumlaufbahn. Erreichte aufgrund eines Raketenfehlers nur einen Erdorbit. |
| 045. | Lunar Orbiter 1                    | Lunar Orbiter                                                   | 10. Aug. 1966             | NASA (USA)                                          | Schwenkte vier Tage nach dem Start in einen Mondorbit ein und war damit der erste Orbiter der USA. Ab dem 26. Mondumlauf am 18. August begann er mit den Aufnahmen und übermittelte bis zum Absturz am 29. Oktober 1966 insgesamt 229 Bilder. |
| 046. | Luna 11 (E-6LF Nr. 1)              |                                                                 | 24. Aug. 1966             | Sowjetunion                                         | Trat am 27. August 1966 in eine Mondumlaufbahn ein. Führte Experimente durch, lieferte jedoch keine Mondaufnahmen wegen Problemen mit der Ausrichtung der Kamera. |
| 047. | Surveyor 2                         | Surveyor-Prototyp                                               | 20. Sep. 1966             | NASA (USA)                                          | Geplant war weiche Mondlandung, schlug aber zwei Tage nach dem Start hart auf und wurde dabei zerstört. |
| 048. | Luna 12 (E-6LF Nr. 2)              |                                                                 | 22. Okt. 1966             | Sowjetunion                                         | Trat am 25. Oktober 1966 in einen Mondorbit ein. Führte Experimente durch und lieferte Aufnahmen. |
| 049. | Lunar Orbiter 2                    | Lunar Orbiter                                                   | 6. Nov. 1966              | NASA (USA)                                          | Schwenkte vier Tage nach dem Start in einen Mondorbit ein und übertrug bis zum (geplanten?) Aufschlag am 11. Oktober 1967 817 Bilder. |
| 050. | Luna 13 (E-6M Nr. 1)               |                                                                 | 21. Dez. 1966             | Sowjetunion                                         | Weiche Landung auf dem Mond am 24. Dezember 1966. Der Lander sandte zahlreiche Panoramabilder zur Erde und arbeitete, bis die Batterien am 30. Dezember 1966 erschöpft waren. |
| |                                    |                                                                 |                           |                                                     | |
| 051. | Lunar Orbiter 3                    | Lunar Orbiter                                                   | 5. Feb. 1967              | NASA (USA)                                          | Schwenkte drei Tage nach dem Start in einen Mondorbit ein und übermittelte bis zum Absturz am 10. Oktober 1967 626 Bilder. Wegen einiger Fehlfunktionen gilt Lunar Orbiter 3 als nicht ganz so erfolgreich. |
| 052. | Surveyor 3                         | Surveyor                                                        | 17. April 1967            | NASA (USA)                                          | Weiche Landung auf dem Mond am 20. April 1967. Blieb bis zum 4. Mai 1967 aktiv, übermittelte 6300 Bilder und führte ein Bohrexperiment aus. |
| 053. | Lunar Orbiter 4                    | Lunar Orbiter                                                   | 4. Mai 1967               | NASA (USA)                                          | Schwenkte vier Tage nach dem Start in einen Mondorbit ein. Die Umlaufbahn war im Gegensatz zu den früheren Missionen wesentlich höher und fast polar. Die Sonde machte 546 Bilder bis zum Absturz am 31. Oktober 1967. Dadurch wurde die Mondvorderseite fast vollständig und die Rückseite zu etwa drei Viertel erfasst. |
| 054. | Surveyor 4                         | Surveyor                                                        | 14. Juli 1967             | NASA (USA)                                          | Geplant war weiche Landung auf dem Mond, schlug aber am 17. Juli 1967 hart auf und wurde dabei zerstört. |
| 055. | Explorer 35 (IMP-E)                | Explorer 35 (IMP-E)                                             | 19. Juli 1967             | NASA (USA)                                          | Mondsatellit zur Erforschung des Magnetfeldes in der Mondumlaufbahn. Erreichte am 21. Juli 1967 den Mondorbit und wurde erst am 24. Juni 1973 nach sechs Jahren erfolgreichen Betriebs abgeschaltet. |
| 056. | Lunar Orbiter 5                    | Lunar Orbiter                                                   | 1. Aug. 1967              | NASA (USA)                                          | Schwenkte am 4. August in eine polare, stark elliptische Mondumlaufbahn, die dicht an die Oberfläche führte. Ab dem 6. August 1967 wurden 844 Bilder übertragen, u. a. von der noch nicht ganz erfassten Mondrückseite. Stürzte am 31. Januar 1968 auf den Mond. |
| 057. | Surveyor 5                         | Surveyor                                                        | 8. Sep. 1967              | NASA (USA)                                          | Weiche Landung auf dem Mond drei Tage nach dem Start. Übersandte bis zum 17. Dezember 1967 19.000 Bilder und Daten und analysierte eine Bodenprobe. |
| 058. | (Zond 1967A) (7K-L1 Nr. 4L)        | Zond L1                                                         | 27. Sep. 1967 22:11:54    | Sowjetunion                                         | Geplant war zirkumlunarer Flug (Umfliegen des Mondes ohne Eintritt in den Orbit) mit Rückkehr zur Erde als Test für eine bemannte Mission. Explosion der Proton-Trägerrakete in 65 km Höhe. |
| 059. | Surveyor 6                         | Surveyor                                                        | 7. Nov. 1967              | NASA (USA)                                          | Weiche Landung auf dem Mond drei Tage nach dem Start; arbeitete bis zum 14. Dezember 1967. Übermittelte 15.000 Bilder und zahlreiche Daten. Am 17. November 1967 wurde das Triebwerk nochmals kurz gezündet und die Sonde setzte 2,4 m entfernt erneut auf. |
| 060. | (Zond 1967B) (7K-L1 Nr. 5L)        | Zond L1                                                         | 22. Nov. 1967 19:07:59    | Sowjetunion                                         | Geplant war ein zirkumlunarer Flug mit Rückkehr zur Erde als Test für eine bemannte Mission. Erreichte aufgrund des Versagens der Proton-Trägerrakete nicht die Erdumlaufbahn. |
| |                                    |                                                                 |                           |                                                     | |
| 061. | Surveyor 7                         | Surveyor                                                        | 7. Jan. 1968              | NASA (USA)                                          | Weiche Landung auf dem Mond drei Tage nach dem Start nahe dem Krater Tycho. Übersandte bis zum 21. Februar 1968 21.000 Bilder. |
| 062. | (Luna 1968A) (E-6LS Nr. 1)         |                                                                 | 7. Feb. 1968              | Sowjetunion                                         | War geplant als Mondorbiter. Erreichte aufgrund des Versagens der dritten Stufe der Molnija-Trägerrakete nicht die Erdumlaufbahn. |
| 063. | (Zond 4) (7K-L1 Nr. 6L)            | Zond L1                                                         | 2. März 1968 18:29:23     | Sowjetunion                                         | Test für eine zirkumlunare bemannte Mission. Zur Geheimhaltung Bahn um 180° gegenüber dem Mond versetzt. Teilerfolg: Kam beim Wiedereintritt vom Kurs ab und wurde in 10 bis 15 km Höhe über dem Golf von Guinea gesprengt. |
| 064. | Luna 14 (E-6LS Nr. 2)              |                                                                 | 7. April 1968             | Sowjetunion                                         | Schwenkte am 10. April 1968 in einen Mondorbit ein. Test des Kommunikationssystems für das bemannte sowjetische Mondprogramm. |
| 065. | (Zond 1968A) (7K-L1 Nr. 7L)        | Zond L1                                                         | 22. April 1968 23:01:27   | Sowjetunion                                         | Geplant war zirkumlunarer Flug mit Rückkehr zur Erde als Test für eine bemannte Mission. Störsignal der Kapsel schaltete die 2. Stufe vorzeitig ab. Kapsel abgesprengt, ging weich circa 520 km vom Raumfahrtzentrum Baikonur entfernt nieder. |
| 066. | Zond 1968B (7K-L1 Nr. 8L)          | Zond L1                                                         | 14. Juli 1968             | Sowjetunion                                         | Explosion der Proton-Trägerrakete zusammen mit dem Zond-Raumschiff auf der Startrampe. Wird oft unter Mondmissionen nicht aufgeführt, da kein tatsächlicher Start erfolgte. |
| 067. | Zond 5 (7K-L1 Nr. 9L)              | Zond L1                                                         | 14. Sep. 1968 21:42:11    | Sowjetunion                                         | Test für eine bemannte zirkumlunare Mission. Teilerfolg: Kam nach erfolgtem Umfliegen des Mondes beim Wiedereintritt vom Kurs ab und wasserte im Indischen Ozean. |
| 068. | Zond 6 (7K-L1 Nr. 12L)             | Zond L1                                                         | 10. Nov. 1968 19:11:31    | Sowjetunion                                         | Teilerfolg: Zerschellte nach erfolgtem Umfliegen des Modes bei einer harten Landung in Kasachstan wegen vorzeitigem Abwurf des Hauptschirmes. Test für eine bemannte Mission. |
| 069. | Apollo 8                           | Apollo 8 Crew                                                   | 21. Dez. 1968 12:51       | NASA (USA)                                          | Erste bemannter Mondorbit und Rückkehr zur Erde in der Geschichte der Raumfahrt. Besatzung: Frank Borman, James A. Lovell und William Anders |
| |                                    |                                                                 |                           |                                                     | |
| 070. | Zond 1969A (7K-L1 Nr. 13L)         | Zond L1                                                         | 20. Jan. 1969 04:14:36    | Sowjetunion                                         | Geplant war ein zirkumlunarer Flug mit Rückkehr zur Erde als Test für eine bemannte Mission. Erreichte aufgrund des Versagens der zweiten Stufe der Proton-Rakete nicht die Erdumlaufbahn. |
| 071. | Luna 1969A (E-8 Nr. 201)           |                                                                 | 19. Feb. 1969             | Sowjetunion                                         | Erster Lunochod-Startversuch (Mondrover). Die Nutzlastverkleidung der Proton-Trägerrakete kollabierte nach etwa einer Minute Flugzeit, was zur Zerstörung der Rakete führte. |
| 072. | 7K-L1S Nr. 1                       |                                                                 | 21. Feb. 1969             | Sowjetunion                                         | Geplant war Mondumkreisung und Rückkehr zur Erde zur Vorbereitung einer bemannten Landung. Versagen der ersten N1-Trägerrakete 68,7 Sekunden nach dem Start. |
| 073. | Apollo 10                          | Apollo 10 Crew                                                  | 18. Mai 1969 16:49        | NASA (USA)                                          | Test des Landemoduls im Mondorbit; näherte sich der Mondoberfläche bis auf 14 km. Besatzung: Tom Stafford, John Young und Eugene Cernan |
| 074. | Luna 1969B (E-8-5 Nr. 402)         |                                                                 | 14. Juni 1969             | Sowjetunion                                         | Geplant war Rückkehr mit Mondproben. Erreichte aufgrund des Versagens der Proton-Rakete nicht die Erdumlaufbahn. |
| 075. | 7K-L1S Nr. 2                       |                                                                 | 3. Juli 1969              | Sowjetunion                                         | Geplant war Mondumkreisung und Rückkehr zur Erde zur Vorbereitung einer bemannten Landung. Versagen der N1-Trägerrakete circa zehn Sekunden nach dem Start. |
| 076. | Luna 15 (E-8-5 Nr. 401)            |                                                                 | 13. Juli 1969             | Sowjetunion                                         | Geplant war Rückkehr mit Mondproben. Erreichte am 17. Juli 1969 die Mondumlaufbahn, schlug aber beim Landeversuch am 21. Juli 1969 hart auf. |
| 077. | Apollo 11                          | Apollo 11 Crew                                                  | 16. Juli 1969 13:32       | NASA (USA)                                          | Erste bemannte Mondlandung in der Geschichte der Raumfahrt am 20. Juli 1969 im Mare Tranquillitatis. Besatzung: Neil Armstrong, Edwin Aldrin und Michael Collins |
| 078. | Zond 7 (7K-L1 Nr. 11L)             | Zond L1                                                         | 7. Aug. 1969 23:48:06     | Sowjetunion                                         | Eine von zwei völlig erfolgreichen unbemannten Missionen innerhalb des zirkumlunaren Zond-Programms. |
| 079. | Kosmos 300 (E-8-5 Nr. 403)         |                                                                 | 23. Sep. 1969             | Sowjetunion                                         | Geplant war Rückkehr mit Mondproben. Erreichte aufgrund des Versagens der vierten Stufe der Proton-Rakete nur die Erdumlaufbahn. |
| 080. | Kosmos 305 (E-8-5 Nr. 404)         |                                                                 | 22. Okt. 1969             | Sowjetunion                                         | Geplant war Rückkehr mit Mondproben. Erreichte aufgrund des Versagens der vierten Stufe der Proton-Rakete nur die Erdumlaufbahn. |
| 081. | Apollo 12                          | Apollo 12 Crew                                                  | 14. Nov. 1969 16:22       | NASA (USA)                                          | Bemannte Mondlandung am 19. November 1969 im Oceanus Procellarum bei der 1967 gelandeten Sonde Surveyor 3. Besatzung: Charles Conrad, Richard Gordon und Alan Bean |
| |                                    |                                                                 |                           |                                                     | |
| 1970er: 70 – 71 – 72 – 73 – 74 – 75 – 76                                                                   |                                    |                                                                 |                           |                                                     | |
| 082. | Luna 1970A (E-8-5 Nr. 405)         |                                                                 | 6. Feb. 1970              | Sowjetunion                                         | Geplant war Rückkehr mit Mondproben. Erreichte aufgrund des Versagens der Proton-Rakete nicht die Erdumlaufbahn. |
| 083. | Apollo 13                          | Apollo 13 Crew                                                  | 11. April 1970 19:13      | NASA (USA)                                          | Geplant war bemannte Mondlandung. Aufgrund der Explosion eines Sauerstofftanks im Versorgungsteil des Apollo-Raumschiffs auf dem Weg zum Mond wurde die Landung abgesagt und eine halbe Mondumkreisung mit anschließender Rückkehr zur Erde durchgeführt. Besatzung: James Lovell, John Swigert und Fred Haise |
| 084. | Luna 16 (E-8-5 Nr. 406)            | Luna 16                                                         | 12. Sep. 1970             | Sowjetunion                                         | Erste erfolgreiche Rückkehr einer unbemannten Raumsonde mit Mondproben. Landung der Rückkehrkapsel am 24. September 1970 in Kasachstan. |
| 085. | Zond-8 (7K-L1 Nr. 14L)             | Zond L1                                                         | 20. Okt. 1970 19:55:39    | Sowjetunion                                         | Erfolgreicher Abschluss der unbemannten Tests des zirkumlunaren Zond-Programms. Test einer alternativen Rückkehrbahn für das bemannte N1-L3 Mondlandungsprogramm. Planmäßiger Wiedereintritt über der Arktis mit anschließender Punktwasserung im Indischen Ozean und Bergung 1:26 h danach. |
| 086. | Luna 17 – Lunochod 1 (E-8 Nr. 203) | Lunochod 1                                                      | 10. Nov. 1970             | Sowjetunion                                         | Erfolgreicher Mondrover. Arbeitete über elf Monate (geplant waren drei) bis zum offiziellen Missionsende am 4. Oktober 1971. In dieser Zeit legte der Rover 10,54 km zurück, übertrug mehr als 20.000 Bilder, über 200 Panoramen und untersuchte über 500 Bodenproben. |
| |                                    |                                                                 |                           |                                                     | |
| 087. | Apollo 14                          | Apollo 14 Crew                                                  | 31. Jan. 1971 21:03:02    | NASA (USA)                                          | Bemannte Mondlandung am 5. Feb. 1971 in der Fra-Mauro-Region. Besatzung: Alan Shepard, Stuart Roosa und Edgar Mitchell |
| 088. | 7K-LOK (Attrappe)                  | LOK                                                             | 27. Juni 1971             | Sowjetunion                                         | Geplant war möglicherweise Mondumkreisung und Rückkehr zur Erde. Versagen der N1-Trägerrakete ca. 50 s nach dem Start. Start und Absturz wurden aus dem All durch Besatzung von Saljut 1 beobachtet. |
| 089. | Apollo 15                          | Apollo 15 Crew                                                  | 26. Juli 1971 13:34       | NASA (USA)                                          | Bemannte Mondlandung am 31. Juli 1971 in Nähe der Hadley-Rille. Erster Einsatz des Lunar Roving Vehicles (Mondauto). Besatzung: David Scott, James Irwin und Alfred Worden |
| 090. | Luna 18 (E-8-5 Nr. 407)            |                                                                 | 2. Sep. 1971              | Sowjetunion                                         | Geplant war Rückkehr mit Mondproben. Die Sonde verstummte bei der Landung und ist wahrscheinlich beschädigt worden. |
| 091. | Luna 19 (E-8LS Nr. 202)            |                                                                 | 28. Sep. 1971             | Sowjetunion                                         | Erfolgreicher Orbiter. Schwenkte am 2. Oktober 1971 in die Mondumlaufbahn ein und blieb für etwa ein Jahr in Betrieb. |
| |                                    |                                                                 |                           |                                                     | |
| 092. | Luna 20 (E-8-5 Nr. 408)            |                                                                 | 14. Feb. 1972             | Sowjetunion                                         | Erfolgreiche Rückkehr mit Mondproben. Landung der Rückkehrkapsel am 25. Februar 1972 mit 150 g Mondgestein. |
| 093. | Apollo 16                          | Apollo 16 Crew                                                  | 16. April 1972 17:54      | NASA (USA)                                          | Bemannte Mondlandung am 21. April 1972 im Descartes-Hochland. Einsatz des Mondautos. Besatzung: John Young, Thomas Mattingly und Charles Duke |
| 094. | 7K-LOK (Mockups)                   | LOK                                                             | 23. Nov. 1972             | Sowjetunion                                         | Geplant war Mondumkreisung und Rückkehr zur Erde. Versagen der N1-Trägerrakete kurz nach dem Start. Letzter Start im sowjetischen bemannten Mondprogramm. |
| 095. | Apollo 17                          | Apollo 17 Crew                                                  | 7. Dez. 1972 05:33        | NASA (USA)                                          | Bemannte Mondlandung am 11. Dezember 1972 in der Taurus-Littrow-Region. Einsatz des Mondautos, letzte bemannte Mondlandung bis heute. Besatzung: Eugene Cernan, Ronald Evans und Harrison Schmitt |
| |                                    |                                                                 |                           |                                                     | |
| 096. | Luna 21 – Lunochod 2 (E-8 Nr. 204) | Lunochod 2                                                      | 8. Jan. 1973              | Sowjetunion                                         | Erfolgreicher Mondrover. War rund fünf Monate im Einsatz, legte in dieser Zeit circa 37 km zurück, übertrug etwa 80.000 TV-Bilder und 86 Panoramen. |
| 097. | Explorer 49 (RAE-B)                | Explorer 49 (RAE-B)                                             | 10. Juni 1973             | NASA (USA)                                          | Mondorbiter zur Erforschung von Radioquellen im Weltraum (keine Erforschung des Mondes). |
| |                                    |                                                                 |                           |                                                     | |
| 098. | Luna 22 (E-8LS Nr. 206)            |                                                                 | 29. Mai 1974              | Sowjetunion                                         | Erfolgreicher Orbiter. Schwenkte am 2. Juni 1974 in die Mondumlaufbahn ein und übertrug 15 Monate lang Daten aus dem Mondorbit. |
| 099. | Luna 23 (E-8-5M Nr. 410)           |                                                                 | 28. Okt. 1974             | Sowjetunion                                         | Geplant war Rückkehr mit Mondproben. Die Mondlandung war zwar erfolgreich, doch wurde dabei der Bohrer beschädigt, so dass keine Bodenproben gewonnen werden konnten. Auf den Rückstart zur Erde wurde deshalb verzichtet. |
| |                                    |                                                                 |                           |                                                     | |
| 100. | Luna 1975A (E-8-5M Nr. 412)        |                                                                 | 16. Okt. 1975             | Sowjetunion                                         | Geplant war Rückkehr mit Mondproben. Erreichte aufgrund des Versagens der Proton-Rakete nicht die Erdumlaufbahn. |
| |                                    |                                                                 |                           |                                                     | |
| 101. | Luna 24 (E-8-5M Nr. 413)           | Luna 24                                                         | 9. Aug. 1976              | Sowjetunion                                         | Erfolgreiche Rückkehr mit Mondproben. Landung der Rückkehrkapsel am 22. August 1976 mit 170 g Mondgestein. |
| |                                    |                                                                 |                           |                                                     | |
| 1990er: 90 – 94 – 98                                                                                       |                                    |                                                                 |                           |                                                     | |
| 102. | Hiten                              | Hiten                                                           | 24. Jan. 1990             | ISAS (Japan)                                        | Orbiter mit Tochterorbiter Hagoromo. Erste japanische Mondmission. Technologieexperiment, keine wissenschaftliche Nutzlast. Erster Vorbeiflug am 19. März 1990 mit Aussetzung von Hagoromo in einen Mondorbit. Kontakt zur Tochtersonde ging noch am selben Tag verloren. Hiten schwenkte am 15. Feb. 1992 selbst in eine lunare Umlaufbahn ein und schlug am 10. April 1993 auf dem Mond auf.                                                                                              |
| |                                    |                                                                 |                           |                                                     | |
| 103. | Clementine                         | Clementine                                                      | 25. Jan. 1994             | DoD/NASA (USA)                                      | Orbiter, Mond- und Asteroidensonde. Erreichte am 19. Feb. 1994 eine polare Umlaufbahn um den Mond. Verließ am 7. Mai 1994 die Mondumlaufbahn wieder für einen geplanten Vorbeiflug am Asteroiden (1620) Geographos. Dabei kam es jedoch zu einer Fehlfunktion, in deren Folge die Sonde in einem Erdorbit strandete. Kontaktverlust am 14. Mai 1994. Entdeckte u. a. Indizien für Wassereis am lunaren Südpol.                                                                              |
| |                                    |                                                                 |                           |                                                     | |
| 104. | Lunar Prospector                   | Lunar Prospector                                                | 6. Jan. 1998              | NASA (USA)                                          | Orbiter. Erreichte am 11. Jan. 1998 eine polare Umlaufbahn um den Mond. Schlug am 31. Juli 1999 geplant auf den Mond auf. |
| |                                    |                                                                 |                           |                                                     | |
| 2000er: 03 – 07 – 08 – 09                                                                                  |                                    |                                                                 |                           |                                                     | |
| 105. | SMART-1                            | SMART-1                                                         | 28. Sep. 2003             | ESA (Europa)                                        | Orbiter. Erreichte am 15. November 2004 mit Hilfe eines Ionenantriebs eine Umlaufbahn um den Mond. Am 3. September 2006 planmäßige harte Landung. |
| |                                    |                                                                 |                           |                                                     | |
| 106. | ARTEMIS P1 und P2                  | ARTEMIS                                                         | 17. Feb. 2007             | NASA                                                | Zwei kleine Orbiter, die zunächst mit drei Schwestersatelliten unter dem Namen THEMIS (A bis E) in einen exzentrischen Erdorbit gestartet, wurden um Teilstürme in der Magnetosphäre der Erde zu erforschen. In einer Erweiterung der Mission wurden THEMIS B und THEMIS C im Mai 2008 unter dem Namen ARTEMIS P1 und P2 zu den Erde-Mond Librationspunkten L1 und L2 und später in einen exzentrischen Mondorbit (ARTEMIS P1 am 27. Juni 2011 und ARTEMIS P2 am 17. Juli 2011) manövriert. |
| 107. | Kaguya                             | Kaguya                                                          | 14. Sep. 2007             | JAXA (Japan)                                        | Orbiter mit zwei kleinen Subsatelliten. Der Orbiter trat am 3. Okt. 2007 in eine Mondumlaufbahn ein. Kaguya schlug am 10. Juni 2009 wie geplant auf dem Mond auf. |
| 108. | Chang’e 1                          | Chang’e 1                                                       | 24. Okt. 2007             | CNSA (China)                                        | Orbiter. Erste Mondmission der Volksrepublik China. Trat am 5. November 2007 in eine Mondumlaufbahn ein. Am 1. März 2009 schlug Chang’e 1 gezielt um 09:13 Uhr MEZ auf dem Mond auf. |
| |                                    |                                                                 |                           |                                                     | |
| 109. | Chandrayaan-1                      | Chandrayaan-1                                                   | 22. Okt. 2008             | ISRO (Indien)                                       | Orbiter mit kleiner Einschlagsonde MIP. Erste indische Mondmission. Trat am 27. Okt. 2008 in eine Mondumlaufbahn ein. Harter Aufschlag von MIP am 14. Nov. 2008. Vorgesehene Missionsdauer mindestens zwei Jahre. Der Kontakt brach am 28. Aug. 2009 unerwartet ab. |
| |                                    |                                                                 |                           |                                                     | |
| 110. | Lunar Reconnaissance Orbiter       | Lunar Reconnaissance Orbiter                                    | 18. Juni 2009             | NASA (USA)                                          | Orbiter. Start und Flug gemeinsam mit LCROSS. Die Mission wurde zum letzten Mal 2019 verlängert und soll noch für viele Jahre Treibstoff haben. |
| 110. | LCROSS                             | LCROSS                                                          | 18. Juni 2009             | NASA (USA)                                          | Einschlagsonde zum Nachweis von Wassereis am Mondsüdpol. Start und Flug gemeinsam mit dem Lunar Reconnaissance Orbiter. Aufschlag am 9. Okt. 2009 im westlichen Teil des 95-km-Kraters Cabeus. Die Auswertung der Daten im Jahr 2010 belegte die Existenz von Wasser in sehr geringen Mengen. |
| |                                    |                                                                 |                           |                                                     | |
| 2010er: 10 – 13 – 14 – 18 – 19                                                                             |                                    |                                                                 |                           |                                                     | |
| 111. | Chang’e 2                          | Chang’e 2                                                       | 1. Okt. 2010              | CNSA (China)                                        | Zweite Mondmission der Volksrepublik China. Mondumlaufbahn vom 6. Okt. 2010 bis zum 9. Juni 2011. Danach Flug zum Lagrangepunkt L2 des Sonne-Erde-Systems und zum erdnahen Asteroid (4179) Toutatis. |
| |                                    |                                                                 |                           |                                                     | |
| 112. | GRAIL                              | GRAIL                                                           | 8. Sep. 2011              | NASA (USA)                                          | Zwei Orbiter zur genauen Vermessung des lunaren Schwerefelds. Kontrollierter Absturz in der Nordpolregion des Mondes am 17. Dez. 2012. |
| |                                    |                                                                 |                           |                                                     | |
| 113. | LADEE                              | LADEE                                                           | 6. Sep. 2013              | NASA (USA)                                          | Orbiter der die Atmosphäre und den Staub des Mondes untersucht hat. Absturz auf der Mondrückseite am 18. April 2014. |
| 114. | Chang’e 3                          |                                                                 | 1. Dez. 2013              | CNSA (China)                                        | Lander mit Rover Yutu setzte am 14. Dez. 2013 um 13:11 Uhr UTC auf dem Mond auf. Der Rover fuhr eine Strecke von 114 Metern und sendete bis August 2016. Der Lander mit einem fernsteuerbaren Ultraviolett-Teleskop ist weiterhin im Betrieb. |
| |                                    |                                                                 |                           |                                                     | |
| 115. | Chang’e 5-T1                       |                                                                 | 23. Okt. 2014 ca. 18:00   | CNSA (China)                                        | Mondumkreisung und Rückkehr zur Erde (Testmission für Chang’e 5, die Bodenproben vom Mond zur Erde bringen soll). |
| 115. | 4M                                 |                                                                 | 23. Okt. 2014 ca. 18:00   | OHB (Deutschland)                                   | Vorbeiflug, Huckepacknutzlast der chinesischen Mondsonde Chang’e 5-T1. |
| |                                    |                                                                 |                           |                                                     | |
| 116. | Longjiang-1 Longjiang-2            |                                                                 | 20. Mai 2018 21:25        | CNSA (China)                                        | Huckepacknutzlasten von Queqiao (Kommunikationssatellit für Chang’e 4). Longjiang 1 ging verloren; Longjiang 2 erreichte einen elliptischen Mondorbit (350 × 13.700 km) und war 14 Monate lang im Einsatz. |
| 117. | Chang’e 4                          | Chang’e 4                                                       | 7. Dez. 2018 18:24        | CNSA (China)                                        | Lander mit Rover Yutu 2; Landeplatz auf der Mondrückseite; Landung erfolgte am 3. Januar 2019. Seitdem Roverfahrten während der Mondtage und Pausen in den Nächten. |
| |                                    |                                                                 |                           |                                                     | |
| 118. | Beresheet                          |                                                                 | 22. Feb. 2019 01:45       | SpaceIL (Israel)                                    | Lander; schlug am 11. April 2019 hart auf der Mondoberfläche auf. |
| 119. | Chandrayaan-2                      | Chandrayaan 2                                                   | 22. Juli 2019 09:13       | ISRO (Indien)                                       | Die Sonde – bestehend aus Orbiter, Lander und Rover – trat am 20. Aug. 2019 in einen Mondorbit ein. Absturz des Landers am 6. Sep. 2019; geplanter Orbiterbetrieb bis voraussichtlich 2026 oder 2027. |
| |                                    |                                                                 |                           |                                                     | |
| 2020er: 20 – 22 – 23 – 24 – 25                                                                             |                                    |                                                                 |                           |                                                     | |
| 120. | Chang’e 5                          |                                                                 | 23. Nov. 2020 20:30       | CNSA (China)                                        | Mehrteilige Sonde aus Orbiter, Mondlander und Probenrückführkapsel. Die Rückkehrsonde brachte am 16. Dez. 2020 erfolgreich 1,7 kg an Mondgestein und -staub zur Erde. Danach wurde der Orbiter zur Vorbereitung zukünftiger Missionen zum Lagrange-Punkt L1 des Sonne-Erde-Systems geschickt, anschließend in einen entfernten rückläufigen Orbit um den Erdmond. |
| |                                    |                                                                 |                           |                                                     | |
| 121. | Capstone                           | Capstone                                                        | 28. Juni 2022 09:55       | NASA (USA)                                          | Erprobung von Navigation und Umlaufbahn für die geplante Raumstation LOP-G |
| 122. | Danuri                             | Danuri                                                          | 4. Aug. 2022 23:08        | KARI (Südkorea)                                     | Orbiter |
| 123. | Artemis 1                          | Orion-Raumschiff                                                | 16. Nov. 2022 06:47       | NASA (USA)                                          | Unbemannter Erstflug des US-amerikanischen Raumschiffs Orion zum Mond. |
| 123. | LunaH-Map                          |                                                                 | 16. Nov. 2022             | NASA (USA)                                          | Sekundärnutzlast der Mission Artemis 1. Wegen Antriebsproblemen war die geplante Kartierung von Wasserstoffvorkommen am Mondsüdpol nicht möglich, aber das Neutronenspektrometer des Satelliten wurde erfolgreich erprobt. |
| 123. | Lunar IceCube                      |                                                                 | 16. Nov. 2022             | NASA (USA)                                          | Sekundärnutzlast der Mission Artemis 1; kein Kontakt zur Sonde. Geplant war eine Suche nach Eis und anderen Ressourcen aus einem ca. 100 km hohen Mondorbit. |
| 123. | LunIR                              |                                                                 | 16. Nov. 2022             | NASA (USA)                                          | Sekundärnutzlast der Artemis-1-Mission. Konnte während des Vorbeiflugs nicht wie geplant die Mondoberfläche untersuchen. |
| 123. | Omotenashi                         |                                                                 | 16. Nov. 2022             | JAXA (Japan)                                        | Lander; Sekundärnutzlast der Mission Artemis 1. Kein Kontakt zur Sonde, daher keine Mondlandung möglich. |
| 124. | Hakuto-R M1                        |                                                                 | 11. Dez. 2022             | ispace (Japan) MBRSC (VAE)                          | Japanischer Lander mit dem Rover Raschid aus den Vereinigten Arabischen Emiraten; schlug am 25. April 2023 hart auf der Mondoberfläche auf. |
| 124. | Lunar Flashlight                   |                                                                 | 11. Dez. 2022             | NASA (USA)                                          | Start mit Hakuto-R M1. Wegen Antriebsproblemen war die geplante Kartierung von Eisvorkommen am Mondsüdpol nicht möglich. Es konnten jedoch einige Systeme der Sonde erprobt werden. |
| |                                    |                                                                 |                           |                                                     | |
| 125. | Chandrayaan-3                      | Chandrayaan-3                                                   | 14. Juli 2023             | ISRO (Indien)                                       | Lander mit Rover, zweiter indischer Mondlandeversuch nach Chandrayaan-2. |
| 126. | Luna 25 (Luna-Glob)                | Luna-25-Modell (2015)                                           | 11. Aug. 2023             | Roskosmos (Russland)                                | Lander, Absturz am 19. August 2023 |
| 127. | SLIM                               |                                                                 | 6. Sep. 2023              | JAXA (Japan)                                        | Lander mit zwei Kleinrovern. Trotz eines Stromausfall in der ersten Woche nach der Landung konnten die Missionsziele erfüllt werden. |
| |                                    |                                                                 |                           |                                                     | |
| 128. | Peregrine Mission One              | Der Peregrine-Lander vor dem Start                              | 8. Jan. 2024              | Astrobotic (USA)                                    | Geplante Landung im Oceanus Procellarum mit mehreren Rovern und weiteren Nutzlasten, Mission im Auftrag der NASA. Am 18. Januar stürzte der Lander zurück auf die Erde. |
| 129. | IM-1                               | IM-1-Lander „Odysseus“                                          | 15. Feb. 2024             | Intuitive Machines (USA)                            | Erste Mission des Mondlanders Nova-C; Landung am Malapert-A-Krater im Auftrag der NASA. Der Lander kam schräg zu stehen und war in seiner Funktion beeinträchtigt, weshalb die Missionsziele nicht ganz erfüllt werden konnten. |
| 130. | DRO-A und -B                       |                                                                 | 13. März 2024             | CNSA (China)                                        | Zwei kleine Satelliten, die aus einem entfernten rückläufigen Mondorbit (DRO) Navigations- und Kommunikationsdienste für Missionen zum Mond zur Verfügung stellen sollen. |
| 131. | Elsternbrücke 2                    | Elsternbrücke 2                                                 | 30. März 2024             | CNSA (China)                                        | Relaissatellit für Chang’e 6 und die Internationale Mondforschungsstation |
| 131. | Tiandu 1                           |                                                                 | 30. März 2024             | CNSA (China)                                        | Technologieerprobungssatelliten für eine geplante Konstellation von Navigations- und Kommunikationssatelliten |
| 131. | Tiandu 2                           |                                                                 | 30. März 2024             | CNSA (China)                                        | Technologieerprobungssatelliten für eine geplante Konstellation von Navigations- und Kommunikationssatelliten |
| 132. | Chang’e 6                          |                                                                 | 3. Mai 2024               | CNSA (China)                                        | Landung im Apollo-Krater auf der Mondrückseite; Sammlung und Rückführung von Mondproben |
| 132. | iCube-Q                            |                                                                 | 3. Mai 2024               | IST (Pakistan)                                      | Cubesat-Mondorbiter |
| |                                    |                                                                 |                           |                                                     | |
| 133. | Blue Ghost M1                      | Computergrafik von Blue Ghost                                   | 15. Jan. 2025             | Firefly Aerospace (USA)                             | Erste Mission des Landers „Blue Ghost“, Transport von NASA-Nutzlasten in das Mare Crisium |
| 133. | Hakuto-R M2                        | Modell von Hakuto-Sonde und -Rover (2022)                       | 15. Jan. 2025             | ispace (Japan)                                      | Lander mit Rover |
| 134. | IM-2                               |                                                                 | 27. Feb. 2025             | Intuitive Machines (USA)                            | Zweite Mission des Mondlanders Nova-C; Transport u. a. eines NASA-Bohrgeräts in die Nähe des Südpols. Der Lander fiel um und ging nach einem Tag wegen zu wenig Solarstromerzeugung außer Betrieb. |
| 134. | Lunar Trailblazer                  | Lunar Trailblazer                                               | 27. Feb. 2025             | NASA (USA)                                          | Orbiter zur Untersuchung von Wasser- und Hydroxidvorkommen auf der Mondoberfläche; Kontaktverlust etwa 12 Stunden nach den Start |
| |                                    |                                                                 |                           |                                                     | |
| Geplant: 2025 – 2026 – 2027 – 2028 – 2029 – 2030 – 2031 (vorläufige Termine unter optimistischen Annahmen) |                                    |                                                                 |                           |                                                     | |
| |                                    |                                                                 |                           |                                                     | |
| | Griffin Mission One                |                                                                 | 2025                      | Astrobotic (USA)                                    | Erste Mission des Mondlanders Griffin, Landung in der Südpolregion |
| | Blue Moon MK1 Pathfinder           |                                                                 | 2025                      | Blue Origin (USA)                                   | Unbemannte Testlandung des Blue-Origin-Mondlanders |
| | LSAS                               |                                                                 | 2025 (Stand: 2021)        | OHB (Deutschland) IAI (Israel)                      | Lander |
| | Starship-Demo                      |                                                                 | 2025                      | SpaceX (USA)                                        | Unbemannte Testlandung auf dem Mond für das Artemis-Programm der NASA |
| | Beresheet 2                        |                                                                 | 2025                      | SpaceIL (Israel)                                    | Orbiter und zwei Lander |
| |                                    |                                                                 |                           |                                                     | |
| | IM-3                               |                                                                 | 2026                      | Intuitive Machines (USA)                            | Dritte Mission des Mondlanders Nova-C |
| Khon1 |                                    | Mondorbiter, Kommunikationssatellit                             | 2026                      | Intuitive Machines (USA)                            | |
| | Artemis 2                          | Orion-Raumschiff                                                | 2026                      | NASA (USA)                                          | Bemannte Mondumrundung mit dem US-amerikanischen Raumschiff Orion Besatzung: Reid Wiseman, Victor J. Glover, Christina Koch und Jeremy Hansen |
| | Astrobotic Mission 3               |                                                                 | 2026                      | Astrobotic (USA)                                    | Lander |
| | Apex 1.0                           |                                                                 | 2026                      | Draper (USA)                                        | Erste Mission eines APEX-Landers von ispace, Transport von drei NASA-Nutzlasten in das Schrödinger-Basin |
| | Blue Ghost M2                      |                                                                 | 2026                      | Firefly Aerospace (USA)                             | Zweite Mission des Landers „Blue Ghost“, Transport von zwei NASA-Nutzlasten auf die Mondrückseite und Transport des Lunar Pathfinders in eine Mondumlaufbahn |
| Lunar Pathfinder                                                                                           |                                    | 2026                                                            | SSTL (VK) ESA (Europa)    | Orbiter, Start und Flug gemeinsam mit Blue Ghost M2 | |
| | Blue Moon MK1 SN002                |                                                                 | 2026                      | Blue Origin (USA)                                   | Mondlander |
| | Chang’e 7                          |                                                                 | Ende 2026                 | CNSA (China)                                        | Orbiter mit Lander und Rover; Landung am Rand des Shackleton-Kraters |
| | LOP-G PPE und HALO                 | Die ersten beiden LOP-G-Module mit angedocktem Frachtraumschiff | frühestens 2026           | NASA                                                | Transport des Antriebs- und des ersten Wohnmoduls der geplanten Mondraumstation in einen Mondorbit |
| |                                    |                                                                 |                           |                                                     | |
| | IM-4                               |                                                                 | 2027                      | Intuitive Machines (USA)                            | |
| | Artemis 3                          |                                                                 | 2027                      | NASA (USA)                                          | Bemannter Flug des Raumschiffs Orion und einwöchiger bemannter Einsatz in der Nähe des Südpols nach Landung mit einer Starship-Mondlandefähre |
| | Chandrayaan-4                      |                                                                 | 2027                      | ISRO (Indien)                                       | Probenrückführung |
| | Luna 26 (Luna-Glob 2)              | Luna-26-Modell (2015)                                           | nicht vor 2027            | Roskosmos (Russland)                                | Orbiter |
| |                                    |                                                                 |                           |                                                     | |
| | Chang’e 8                          |                                                                 | 2028                      | CNSA (China)                                        | Lander |
| | Artemis 4                          |                                                                 | 2028                      | NASA (USA)                                          | Bemannte Mondlandung mit einer Starship-Mondlandefähre und erster bemannter Flug zur Raumstation LOP-G, Transport des I-HAB Moduls |
| I-HAB | International Habitation Module    | 2028                                                            | ESA (Europa) JAXA (Japan) | Zweites Wohnmodul des LOP-G                         | |
| | Blue Moon MK2                      |                                                                 | 2028                      | Blue Origin (USA)                                   | Unbemannte Testlandung auf dem Mond im Auftrag der NASA |
| | Lupex (Chandrayaan-5)              |                                                                 | frühestens 2028           | JAXA (Japan) ISRO (Indien)                          | Lander und Rover zum Mondsüdpol |
| |                                    |                                                                 |                           |                                                     | |
| | Luna 27A (Luna-Resurs)             | Luna-27-Modell (2017)                                           | 2029                      | Roskosmos (Russland)                                | Lander |
| | Bemannte Mondlandung               |                                                                 | ca. 2029                  | CMSA (China)                                        | erste bemannte chinesische Mondlandung |
| | Artemis 5                          |                                                                 | 2029                      | NASA (USA)                                          | Bemannte Mondlandung mit einer Blue Moon-Mondlandefähre und Transport des Esprit-Moduls zum LOP-G |
| Esprit |                                    | 2029                                                            | ESA (Europa)              | Wiederbetankungsmodul der Raumstation LOP-G         | |
| |                                    |                                                                 |                           |                                                     | |
| | Luna 27B                           | Luna-27-Modell (2017)                                           | 2030                      | Roskosmos (Russland)                                | Lander |
| |                                    |                                                                 |                           |                                                     | |
| | Argonet                            |                                                                 | 2031                      | ESA (Europa)                                        | Lander |